# Belal Muhammad
Belal Muhammad (Chicago, 9 de julho de 1988) é um lutador profissional de artes marciais mistas que atualmente compete pelo UFC na categoria dos meio-médios.

## Início
Belal Muhammad nasceu e cresceu em Chicago, Illinois. Filho de imigrantes da Palestina, ele começou a treinar artes marciais no Ensino Médio.

## Carreira no MMA

### Ultimate Fighting Championship
Em 7 de Julho de 2016, no UFC Fight Night 90, Muhammad fez sua estreia no UFC contra Alan Jouban. Ele perdeu por decisão unânime. Ambos lutadores receberam o bônus de “Luta da Noite”.
Muhammad enfrentou Augusto Montaño 17 de setembro de 2016 no UFC Fight Night: Poirier vs. Johnson. Ele venceu por nocaute técnico no segundo round.
Muhammad enfrentou Vicente Luque em 12 de Novembro de 2016 no UFC 205: Alvarez vs. McGregor. Muhammad perdeu por nocaute técnico no primeiro round.
Muhammad aceitou enfrentar Randy Brown com pouco tempo antes da lutar em 11 de fevereiro de 2017 no UFC 208: Holm vs. de Randamie. Ele venceu por decisão unânime.
Muhammad enfrentou Jordan Mein em 8 de julho de 2017 no UFC 213: Romero vs. Whittaker. Ele venceu por decisão unânime.
Muhammad enfrentou Tim Means em 19 de de novembro de 2017 no UFC Fight Night: Werdum vs. Tybura. Muhammad venceu por decisão dividida.
Muhammad enfrentou Chance Rencountre em  1 de junho de 2018 no UFC Fight Night 131. Muhammad venceu por decisão unânime.
Muhammad enfrentou Geoff Neal em 19 de Janeiro de 2019 no UFC Fight Night: Cejudo vs. Dillashaw. Ele perdeu por decisão unânime.
Muhammad enfrentou Curtis Millender em 13 de Abril de 2019 no UFC 236: Holloway vs. Poirier 2. Ele venceu por decisão unânime.
Muhammad enfrentou Takashi Sato em 7 de setembro de 2019 no UFC 242: Khabib vs. Poirier. Ele venceu por finalização no segundo round. Esta vitória lhe rendeu o bônus de performance da noite.

## Cartel no MMA
| Cartel no MMA   |             |            |
| 27 lutas        | 23 vitórias | 3 derrotas |
| Por nocaute     | 5           | 1          |
| Por finalização | 1           | 0          |
| Por decisão     | 17          | 2          |
| No contest      | 1           | 1          |

| Res.    | Cartel   | Oponente           | Método                        | Evento                                 | Data       | Round | Tempo | Local                   | Notas                                                    |
| ------- | -------- | ------------------ | ----------------------------- | -------------------------------------- | ---------- | ----- | ----- | ----------------------- | -------------------------------------------------------- |
| Vitória | 24-3 (1) | Leon Edwards       | Decisão (unânime)             | UFC 304: Edwards vs. Muhammad 2        | 27/07/2024 | 5     | 5:00  | Manchester              | Ganhou o Cinturão Meio Médio do UFC.                     |
| Vitória | 23-3 (1) | Gilbert Burns      | Decisão (unânime)             | UFC 288: Sterling vs. Cejudo           | 06/05/2023 | 5     | 5:00  | Newark, New Jersey      |                                                          |
| Vitória | 22-3 (1) | Sean Brady         | Nocaute Técnico (socos)       | UFC 280: Oliveira vs. Makhachev        | 22/10/2022 | 2     | 4:47  | Abu Dhabi               | Performance da Noite.                                    |
| Vitória | 21-3 (1) | Vicente Luque      | Decisão (unânime)             | UFC on ESPN: Luque vs. Muhammad 2      | 16/04/2022 | 5     | 5:00  | Las Vegas, Nevada       |                                                          |
| Vitória | 20-3 (1) | Stephen Thompson   | Decisão (unânime)             | UFC Fight Night: Lewis vs. Daukaus     | 18/12/2021 | 3     | 5:00  | Las Vegas, Nevada       |                                                          |
| Vitória | 19-3 (1) | Demian Maia        | Decisão (unânime)             | UFC 263: Adesanya vs. Vettori          | 12/06/2021 | 3     | 5:00  | Glendale, Arizona       |                                                          |
| NC      | 18-3 (1) | Leon Edwards       | Sem Resultado (dedada ilegal) | UFC Fight Night: Edwards vs. Muhammad  | 13/03/2021 | 2     | 0:18  | Las Vegas, Nevada       | Edwards acertou uma dedada no olho de Muhammad.          |
| Vitória | 18-3     | Dhiego Lima        | Decisão (unânime)             | UFC 258: Usman vs. Burns               | 13/02/2021 | 3     | 5:00  | Las Vegas, Nevada       |                                                          |
| Vitória | 17-3     | Lyman Good         | Decisão (unânime)             | UFC on ESPN: Blaydes vs. Volkov        | 20/06/2020 | 3     | 5:00  | Las Vegas, Nevada       |                                                          |
| Vitória | 16-3     | Takashi Sato       | Finalização (mata leão)       | UFC 242: Khabib vs. Poirier            | 07/09/2019 | 3     | 1:55  | Abu Dhabi               | Performance da Noite.                                    |
| Vitória | 15-3     | Curtis Millender   | Decisão (unânime)             | UFC 236: Holloway vs. Poirier 2        | 13/04/2019 | 3     | 5:00  | Atlanta, Geórgia        |                                                          |
| Derrota | 14-3     | Geoff Neal         | Decisão (unânime)             | UFC Fight Night: Cejudo vs. Dillashaw  | 19/01/2019 | 3     | 5:00  | New York City, New York |                                                          |
| Vitória | 14-2     | Chance Rencountre  | Decisão (unânime)             | UFC Fight Night: Rivera vs. Moraes     | 01/06/2018 | 3     | 5:00  | Utica, Nova York        |                                                          |
| Vitória | 13-2     | Tim Means          | Decisão (dividida)            | UFC Fight Night: Werdum vs. Tybura     | 19/11/2017 | 3     | 5:00  | Sydney                  |                                                          |
| Vitória | 12-2     | Jordan Mein        | Decisão (unânime)             | UFC 213: Romero vs. Whittaker          | 08/07/2017 | 3     | 5:00  | Las Vegas, Nevada       |                                                          |
| Vitória | 11-2     | Randy Brown        | Decisão (unânime)             | UFC 208: Holm vs. de Randamie          | 11/02/2017 | 3     | 5:00  | New York City, New York |                                                          |
| Derrota | 10-2     | Vicente Luque      | Nocaute (socos)               | UFC 205: Alvarez vs. McGregor          | 12/11/2016 | 1     | 1:19  | New York City, New York |                                                          |
| Vitória | 10-1     | Augusto Montaño    | Nocaute Técnico (socos)       | UFC Fight Night: Poirier vs. Johnson   | 17/09/2016 | 3     | 4:09  | Hidalgo, Texas          |                                                          |
| Derrota | 9-1      | Alan Jouban        | Decisão (unânime)             | UFC Fight Night: dos Anjos vs. Alvarez | 07/07/2016 | 3     | 5:00  | Las Vegas, Nevada       | Estreia no UFC; Luta da Noite.                           |
| Vitória | 9-0      | Steve Carl         | Nocaute Técnico (socos)       | Titan FC 38                            | 30/04/2016 | 4     | 4:07  | Miami, Flórida          | Ganhou o cinturão meio médio do Titan FC.                |
| Vitória | 8-0      | Zane Kamaka        | Decisão (unânime)             | Titan FC 35                            | 19/09/2015 | 3     | 5:00  | Ridgefield, Washington  |                                                          |
| Vitória | 7-0      | Keith Johnson      | Decisão (unânime)             | Titan FC 33                            | 20/03/2015 | 3     | 5:00  | Mobile, Alabama         | Luta no peso casado (174 lbs). Johnson não bateu o peso. |
| Vitória | 6-0      | Chris Curtis       | Decisão (unânime)             | Hoosier Fight Club 21                  | 13/09/2014 | 3     | 5:00  | Valparaiso, Indiana     |                                                          |
| Vitória | 5-0      | A.J. Matthews      | Decisão (unânime)             | Bellator 112                           | 14/03/2014 | 3     | 5:00  | Hammond, Indiana        |                                                          |
| Vitória | 4-0      | Garrett Gross      | Decisão (unânime)             | Hoosier Fight Club 18                  | 09/11/2014 | 3     | 5:00  | Valparaiso, Indiana     |                                                          |
| Vitória | 3-0      | Jimmy Fritz        | Nocaute Técnico (socos)       | Hoosier Fight Club 15                  | 06/04/2013 | 2     | 2:19  | Valparaiso, Indiana     |                                                          |
| Vitória | 2-0      | Quinton McCottrell | Decisão (unânime)             | Bellator 84                            | 14/12/2014 | 3     | 5:00  | Hammond, Indiana        |                                                          |
| Vitória | 1-0      | Justin Brock       | Nocaute Técnico (socos)       | Hoosier Fight Club 12                  | 18/08/2012 | 1     | 2:17  | Valparaiso, Indiana     |                                                          |